# Punctabyssia
Punctabyssia is een geslacht van weekdieren uit de klasse van de Gastropoda (slakken).

## Soort
- Punctabyssia tibbettsi McLean, 1991